# Liste des cours d'eau du Piauí
Liste des principaux cours d'eau de l'État du Piauí, au Brésil.
- Rio Canindé

- Rio Gurguéia

- Rio Itaueira

- Rio Longá

- Rio Parnaíba
- Rio Piauí
- Rio Pirangi
- Rio Poti

- Rio Riozinho

- Rio São Nicolau

- Rio Uruçuí-Preto
- Rio Uruçuí-Vermelho ou Uruçuizinho